# Tour de France 1962
49. Tour de France rozpoczął się 24 czerwca w Nancy, a zakończył się 14 lipca 1962 roku w Paryżu. Wyścig składał się z 22 etapów (etapy drugi i ósmy zostały podzielone na 2 części), w tym: 16 etapów płaskich, 4 etapów górskich, trzech etapów jazdy indywidualnej na czas i jednego etapu jazdy drużynowej na czas. Cała trasa liczyła 4274 km. W klasyfikacji generalnej po raz trzeci w karierze i drugi z rzędu zwyciężył Francuz Jacques Anquetil. W klasyfikacji górskiej najlepszy był Hiszpan, Federico Bahamontes, w punktowej Rudi Altig z RFN, a w klasyfikacji drużynowej zwyciężył zespół Saint-Raphaël. Najaktywniejszym kolarzem został Belg Eddy Pauwels.

## Drużyny
W tej edycji Tdf wzięło udział 15 drużyn:
- ACCB-Saint Raphael-Helyett-Hutchinson
- Liberia-Grammont-Clement
- Pelforth-Sauvage-Lejeune
- VC XII-Leroux-Gitane-Dunlop
- Margnat-Paloma-D’Alessandro
- Peugeot-BP-Dunlop
- Mercier-BP-Hutchinson
- Ignis-Moschettieri
- G.S. Ghighi
- G.S. Ghazzola-Fiorelli-Hutchinson
- Legnano-Pirelli
- G.S. Philco
- Carpano
- Wiel's-Groene Leeuw
- Faema-Flandria-Clement

## Etapy
| Etap | Data       | Trasa                                  | Dystans     | Zwycięzca              |
| ---- | ---------- | -------------------------------------- | ----------- | ---------------------- |
| 1    | 24 czerwca | Nancy – Spa                            | 253,0 km    | Rudi Altig             |
| 2a   | 25 czerwca | Spa – Herentals                        | 147,0 km    | André Darrigade        |
| 2b   | 25 czerwca | Herentals                              | TTT 23 km   | Faema-Flandria-Clement |
| 3    | 26 czerwca | Bruksela (Belgia) – Amiens             | 210,0 km    | Rudi Altig             |
| 4    | 27 czerwca | Amiens – Hawr                          | 196,5 km    | Willy Vanden Berghen   |
| 5    | 28 czerwca | Pont-l’Évêque – Saint-Malo             | 215,0 km    | Émile Daems            |
| 6    | 29 czerwca | Dinard – Brest                         | 235,5 km    | Robert Cazala          |
| 7    | 30 czerwca | Quimper – Saint-Nazaire                | 201,0 km    | Huub Zilverberg        |
| 8a   | 1 lipca    | Saint-Nazaire – Luçon                  | 155,0 km    | Mario Minieri          |
| 8b   | 1 lipca    | Luçon – La Rochelle                    | ITT 43 km   | Jacques Anquetil       |
| 9    | 2 lipca    | La Rochelle – Bordeaux                 | 214,0 km    | Antonio Bailetti       |
| 10   | 3 lipca    | Bordeaux – Bajonna                     | 184,5 km    | Willy Vannitsen        |
| 11   | 4 lipca    | Bajonna – Pau                          | 155,5 km    | Eddy Pauwels           |
| 12   | 5 lipca    | Pau – Saint-Gaudens                    | 207,5 km    | Robert Cazala          |
| 13   | 6 lipca    | Luchon – Superbagnères                 | ITT 18,5 km | Federico Bahamontes    |
| 14   | 7 lipca    | Luchon – Carcassonne                   | 215,0 km    | Jean Stablinski        |
| 15   | 8 lipca    | Carcassonne – Montpellier              | 196,5 km    | Willy Vannitsen        |
| 16   | 9 lipca    | Montpellier – Aix-en-Provence          | 185,0 km    | Émile Daems            |
| 17   | 10 lipca   | Aix-en-Provence – Juan-les-Pins        | 201,0 km    | Rudi Altig             |
| 18   | 11 lipca   | Juan-les-Pins – Briançon               | 241,5 km    | Émile Daems            |
| 19   | 12 lipca   | Briançon – Aix-les-Bains               | 204,5 km    | Raymond Poulidor       |
| 20   | 13 lipca   | Bourgoin – Lyon                        | ITT 68 km   | Jacques Anquetil       |
| 21   | 14 lipca   | Lyon – Pougues-les-Eaux                | 232,0 km    | Dino Bruni             |
| 22   | 14 lipca   | Nevers – Paryż (Aleja Pól Elizejskich) | 271,0 km    | Rino Benedetti         |

## Liderzy klasyfikacji po etapach
| Etap                 | Zwycięzca              | Klasyfikacja generalna | Klasyfikacja punktowa | Klasyfikacja górska | Klasyfikacja drużynowa |
| -------------------- | ---------------------- | ---------------------- | --------------------- | ------------------- | ---------------------- |
| 1                    | Rudi Altig             | Rudi Altig             | Rudi Altig            | Jean Selic          | Saint-Raphaël          |
| 2a                   | André Darrigade        | André Darrigade        | André Darrigade       | Angelino Soler      | Saint-Raphaël          |
| 2b                   | Faema-Flandria-Clement | André Darrigade        | André Darrigade       | Angelino Soler      | Saint-Raphaël          |
| 3                    | Rudi Altig             | Rudi Altig             | André Darrigade       | Angelino Soler      | Saint-Raphaël          |
| 4                    | Willy Vanden Berghen   | Rudi Altig             | Rudi Altig            | Angelino Soler      | Saint-Raphaël          |
| 5                    | Émile Daems            | Rudi Altig             | Rudi Altig            | Rolf Wolfshohl      | Saint-Raphaël          |
| 6                    | Robert Cazala          | Ab Geldermans          | Rudi Altig            | Rolf Wolfshohl      | Saint-Raphaël          |
| 7                    | Huub Zilverberg        | Ab Geldermans          | Rudi Altig            | Rolf Wolfshohl      | Saint-Raphaël          |
| 8a                   | Mario Minieri          | André Darrigade        | Rudi Altig            | Rolf Wolfshohl      | Saint-Raphaël          |
| 8b                   | Jacques Anquetil       | André Darrigade        | Rudi Altig            | Rolf Wolfshohl      | Saint-Raphaël          |
| 9                    | Antonio Bailetti       | Willy Schroeders       | Rudi Altig            | Rolf Wolfshohl      | Saint-Raphaël          |
| 10                   | Willy Vannitsen        | Willy Schroeders       | Rudi Altig            | Rolf Wolfshohl      | Saint-Raphaël          |
| 11                   | Eddy Pauwels           | Willy Schroeders       | Rudi Altig            | Rolf Wolfshohl      | Saint-Raphaël          |
| 12                   | Robert Cazala          | Tom Simpson            | Rudi Altig            | Federico Bahamontes | Saint-Raphaël          |
| 13                   | Federico Bahamontes    | Jef Planckaert         | Rudi Altig            | Federico Bahamontes | Saint-Raphaël          |
| 14                   | Jean Stablinski        | Jef Planckaert         | Rudi Altig            | Federico Bahamontes | Saint-Raphaël          |
| 15                   | Willy Vannitsen        | Jef Planckaert         | Rudi Altig            | Federico Bahamontes | Saint-Raphaël          |
| 16                   | Émile Daems            | Jef Planckaert         | Rudi Altig            | Federico Bahamontes | Saint-Raphaël          |
| 17                   | Rudi Altig             | Jef Planckaert         | Rudi Altig            | Federico Bahamontes | Saint-Raphaël          |
| 18                   | Émile Daems            | Jef Planckaert         | Rudi Altig            | Federico Bahamontes | Saint-Raphaël          |
| 19                   | Raymond Poulidor       | Jef Planckaert         | Rudi Altig            | Federico Bahamontes | Saint-Raphaël          |
| 20                   | Jacques Anquetil       | Jacques Anquetil       | Rudi Altig            | Federico Bahamontes | Saint-Raphaël          |
| 21                   | Dino Bruni             | Jacques Anquetil       | Rudi Altig            | Federico Bahamontes | Saint-Raphaël          |
| 22                   | Rino Benedetti         | Jacques Anquetil       | Rudi Altig            | Federico Bahamontes | Saint-Raphaël          |
| Klasyfikacja końcowa | Klasyfikacja końcowa   | Jacques Anquetil       | Rudi Altig            | Federico Bahamontes | Saint-Raphaël          |

## Klasyfikacje końcowe

### Klasyfikacja generalna
| Pozycja | Zawodnik            | Drużyna              | Czas          |
| ------- | ------------------- | -------------------- | ------------- |
| 1.      | Jacques Anquetil    | Saint-Raphaël        | 114 h 31' 54" |
| 2.      | Joseph Planckaert   | Faema-Flandria       | +4' 59"       |
| 3.      | Raymond Poulidor    | Mercier-BP           | +10' 24"      |
| 4.      | Gilbert Desmet      | Wiels-Groene Leeuw   | +13' 01"      |
| 5.      | Albertus Geldermans | Saint-Raphaël        | +14' 04"      |
| 6.      | Tom Simpson         | Leroux-Gitane        | +17' 09"      |
| 7.      | Imerio Massignan    | Legnano-Pirelli      | +17' 50"      |
| 8.      | Ercole Baldini      | Ignis-Moschettieri   | +19' 00"      |
| 9.      | Charly Gaul         | GS Gazzolla-Fiorelli | +19' 11"      |
| 10.     | Eddy Pauwels        | Wiels-Groene Leeuw   | +23' 04"      |

### Klasyfikacja punktowa
| Pozycja | Zawodnik        | Drużyna       | Punkty |
| ------- | --------------- | ------------- | ------ |
| 1.      | Rudi Altig      | Saint-Raphaël | 173    |
| 2.      | Émile Daems     | G.S Philco    | 144    |
| 3.      | Jean Graczyk    | Saint-Raphaël | 140    |
| 4.      | Rino Benedetti  | Ignis         | 135    |
| 5.      | André Darrigade | VC XIII       | 131    |

### Klasyfikacja górska
| Pozycja | Zawodnik            | Drużyna        | Punkty |
| ------- | ------------------- | -------------- | ------ |
| 1.      | Federico Bahamontes | Margnat        | 137    |
| 2.      | Imerio Massignan    | Legnano        | 77     |
| 3.      | Raymond Poulidor    | Mercier        | 70     |
| 4.      | Charly Gaul         | G.S. Gazzola   | 58     |
| 5.      | Jef Planckaert      | Flandria-Faema | 37     |

### Klasyfikacja drużynowa
| Pozycja | Drużyna                     | Zwycięstwa |
| ------- | --------------------------- | ---------- |
| 1.      | Saint-Raphaël               | 6          |
| 2.      | Mercier-BP-Hutchinson       | 3          |
| 2.      | Faema-Flandria-Clement      | 3          |
| 2.      | Wiel's-Groene Leeuw         | 3          |
| 5.      | VC XII-Leroux-Gitane-Dunlop | 2          |
| 5.      | G.S. Philco                 | 2          |